# Ptychadena aequiplicata
Espèce
Synonymes
- Rana mascareniensis var. aequiplicata Werner, 1898

Statut de conservation UICN

 LC  : Préoccupation mineure
Ptychadena aequiplicata est une espèce d'amphibiens de la famille des Ptychadenidae.

## Répartition
Cette espèce est endémique du centre-Ouest de l'Afrique (Bénin, Cameroun, Côte d'Ivoire, Gabon, Ghana, Guinée, Guinée équatoriale, Liberia, Nigeria, République centrafricaine, République démocratique du Congo, République du Congo, Togo). Sa présence est incertaine dans l'enclave de Cabinda en Angola,.

## Publication originale
- Werner, 1898 : Über Reptilien und Batrachier aus Togoland, Kamerun und Tunis aus dem kgl. Museum für Naturkunde in Berlin. Verhandlungen der Kaiserlich-Königlichen Zoologisch-Botanischen Gesellschaft in Wien, vol. 48,p. 191-213 (texte intégral).